# Ilene Graff
Ilene Susan Graff ( Queens, Nueva York, 28 de febrero de 1949) es una actriz y cantante estadounidense nominada al Grammy.

## Primeros años
Graff nació en Nueva York. Hija de Judith Clarice, una profesora de piano y directora de coro, y Jerome Lawrence Graff, un músico y actor.

## Carrera
Graff Comenzó su carrera profesional cuando era una adolescente, actuó como corista y actriz de comerciales de Televisión. Asistió a Martin Van Buren High School en Queens Village, y se graduó de la universidad de Ithaca en 1970,  desempeñó el papel de Sandy en la producción teatral de Broadway de Grease durante 2 años.
```
Su destacado logro en Broadway tuvo lugar al ser la primera intérprete del papel de Cleo en la exitosa comedia musical "
I Love My Wife
" de Cy Coleman y Michael Stewart. Bajo la dirección del galardonado con el premio Tony, Gene Saks, la grabación de su actuación se conserva en el Álbum del Elenco Original del espectáculo. Después pasó a papeles más notables de la televisión y el cine. Hizo su debut en Broadway
[
5
]
 en el escenario musical en 
Promises, promises
.
```

Su primer trabajo en la televisión consistió en apariciones en las sitcoms estadounidenses Barnaby Jones y Laverne & Shirley. Desde 1981-1984, Graff mantuvo una presencia constante en la industria de las comedias populares estadounidenses como Mork y Mindy y Apartamento para tres, así como el teatro St. Elsewhere. En 1985, ella tomó lo que es posiblemente su papel más conocido, interpretando a la esposa de Bob Uecker en la comedia Mr. Belvedere. El programa salió del aire en 1990 tras 5 años de emisión.
Graff participó en la película South Pacific. En 1992, compartió escenario con Rodney Dangerfield en Ladybugs y también fue coprotagonista en Loving Annabelle, una obra que recibió reconocimiento en diversos festivales. Su contribución incluyó, además, la exitosa película coreano-americana "My Father".

## Filmografía

### Cine

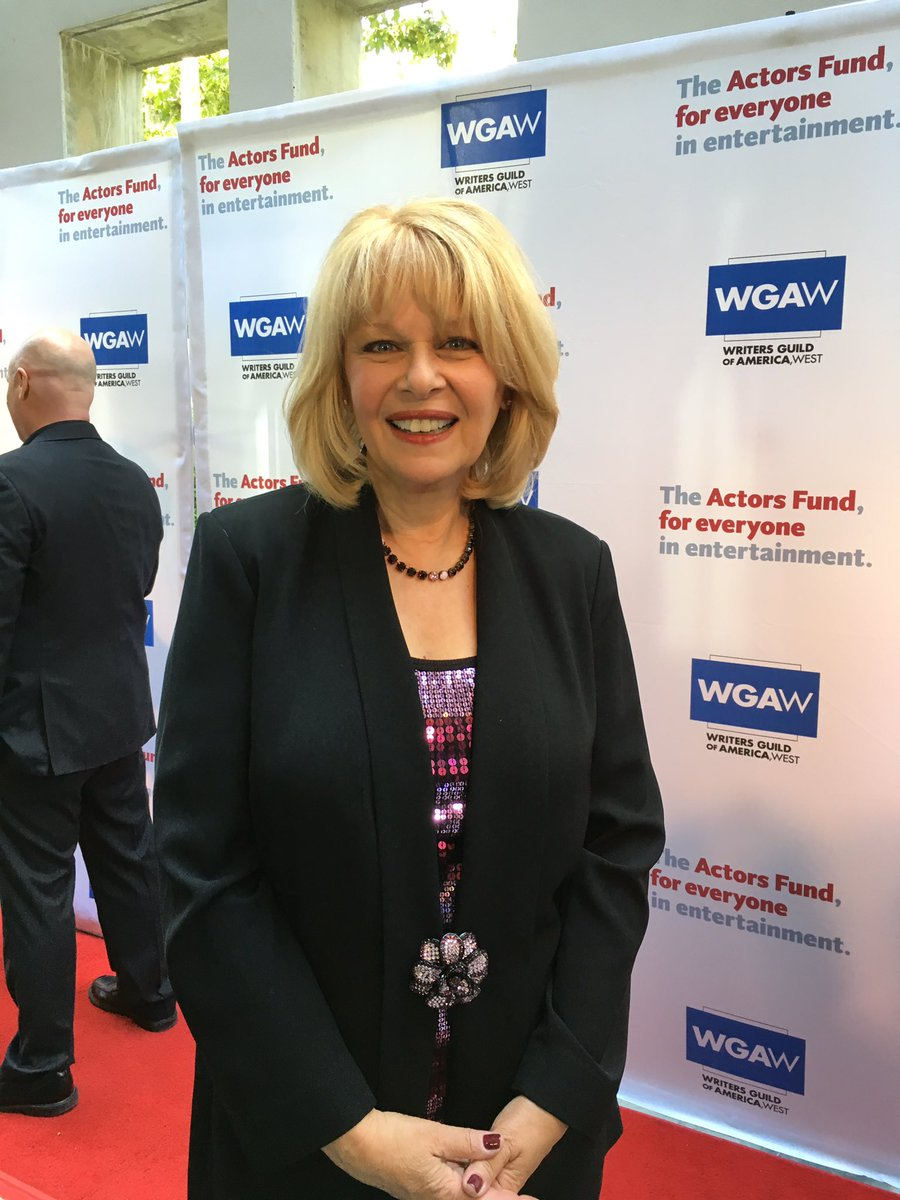
Ilene Graff en 2017

| Película                           | Personaje        | Año  |
| ---------------------------------- | ---------------- | ---- |
| The Things We Carry                | Kim              | 2009 |
| My Father (2007)                   | Nancy Parker     | 2007 |
| Loving Annabelle                   | Madre Immaculada | 2006 |
| Al sur del pacífico                | Singing Ngana    | 2001 |
| Abandonada a su suerte             |                  | 1995 |
| Ladybugs (film)                    | Bess             | 1992 |
| Los opuestos se atraen             | Frannie          | 1990 |
| El gran escándalo sexual americano | Marilyn Worth    | 1990 |
| Earthlings                         | Jane Lassiter    | 1984 |
| 13 Thirteenth Avenue               | Melinda York     | 1983 |

### Televisión
| Serie                    | Personaje             | Año       |
| ------------------------ | --------------------- | --------- |
| Doctora en Alabama       | Clora Tucker          | 2011-2013 |
| Castle                   | Gayle Finnegan        | 2009      |
| Living Whit Fran         | Jessica               | 2006      |
| Haunted                  | Emily Eastway         | 2002      |
| Tocados por un ángel     | Gloria Brewer         | 1997      |
| Hermanas                 | Cinthya               | 1994      |
| Walter & Emily           | Dr. Barbara Morris    | 1992      |
| Mr. Belvedere            | Marsha Owens          | 1985-1990 |
| American Playhouse       | Kitty Verdune         | 1987      |
| New Love, American Style |                       | 1986      |
| St. Elsewhere            | Heidi Brechman        | 1985      |
| Vida de estudiante       | Carolyn               | 1983      |
| Lottery                  |                       | 1983      |
| Apartamento para tres    | Daphne Smith          | 1983      |
| Remington Steele         | Ivy Shapiro           | 1982      |
| Madame's Place           | Gloria Beecham Meade  | 1982      |
| Lewis & Clark            | Alicia Lewis          | 1981-1982 |
| Mork y Mindy             | Tracy / Recepcionista | 1981-1982 |
| Laverne y Shirley        | Monique               | 1980      |
| La plantación Beulah     | Frannie               | 1980      |
| Angie                    | Annabel Davis         | 1980      |
| Supertren                | Penny Whitaker        | 1979      |
| Barnaby Jones            | Stephanie Capello     | 1979      |

## Vida personal

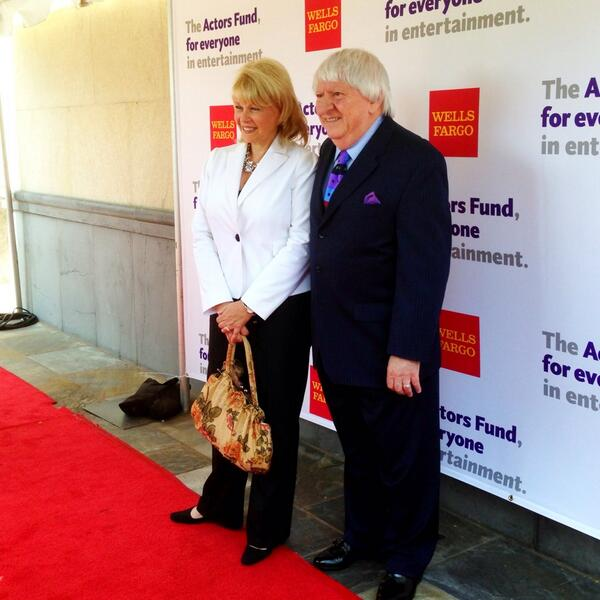
Ilene Graff junto a su esposo Ben Lanzarone en un evento en 2013

Graff es judía y se casó con el compositor Ben Lanzarone en 1978. La pareja tiene una hija, la actriz Nikka Graff Lanzarone.
Fue durante "Grease" que ella conoció a su futuro marido, el director musical Ben Lanzarone, que provocó su traslado a la costa oeste de Estados Unidos.
Una de las actividades preferidas por ella y su marido es participar en el teletón anual de Cedar Rapids.
En el año 1999 pasó su cumpleaños ayudando a recaudar $45 millones de dólares para el Children's Club.
Graff es portavoz nacional para el Centro de Investigación del Cáncer de AMC en Denver, Colorado.